# カスピアセッケイ
カスピアセッケイ (カスピア雪鶏、学名：Tetraogallus caspius)は、キジ目キジ科に分類される鳥類の一種である。

## 分布
トルコ東部からアルメニア、イランのカスピ海南部周辺にかけて分布する。

## 形態
通常は、体長56 - 63cmだが70cmに達する固体もいる。雄の体の上面は暗い灰色で、褐色や黄褐色の斑が入る。胸の上部は灰色で黒い斑が入り、胸の下部から腹にかけては灰褐色である。顔の耳羽から喉にかけて大きな灰色斑がある。雌は、胸の上部の斑が黄褐色で、顔にも黄褐色の斑が混じる。嘴は暗い黄色、脚は赤色で距が1対ある。

## 生態
海抜1,800 - 3,000mの岩のある草原に生息する。
植物の茎、根、種子を食べる。
繁殖期は4 - 5月で、地上の浅い窪地に枯れ草などを敷いて営巣する。1腹4-6個の卵を産む。抱卵期間は約28日である。雌のみが抱卵する。

## 亜種
以下の2亜種に分類される。
- Tetraogallus caspius caspius
- Tetraogallus caspius semenowtianschanskii